# Immetalia
Immetalia is een geslacht van vlinders van de familie Uilen (Noctuidae), uit de onderfamilie Agaristinae.

## Soorten
- I. bernsteini Voll., 1863
- I. celebensis Rothschild, 1896
- I. cyanea Rothschild, 1896
- I. eichhorni Rothschild 7 Jor, 1901
- I. saturata Walker, 1864